# Peru címere

Peru címere

Peru címere amely egy három részre osztott pajzs. Az első része kék színű, egy vikunya képével, a második harmad fehér, egy kínafával míg az alsó rész vörös, egy sárga bőségszaruval. A címer körül zöld koszorút ábrázoltak amelyet alul vörös szalaggal kötöttek Össze. A pajzs felett babérkoszorú van. A pajzs két oldalán két nemzeti zászló lóg alá.